# Langelsheim
Langelsheim is een gemeente in de Duitse deelstaat Nedersaksen, en maakt deel uit van het Landkreis Goslar. Langelsheim telt 11.245 inwoners.

## Geografie , infrastructuur
Langelsheim ligt 7 kilometer ten noordwesten van Goslar, in de Harz, aan de rivier de Innerste. Buurgemeentes buiten de Landkreis Goslar zijn Bockenem en Sehlde.

### Stadsdelen
De gemeente bestaat uit de volgende 8 Ortsteile (tussen haakjes het aantal inwoners):
- Astfeld (2.100) (incl. aan de zuidkant Herzog Juliushütte), tussen Langelsheim en Goslar in
- Bredelem (400) (incl. Palandsmühle)
- Hahausen (800), gelegen aan de B 82, 9 km ten W van Langelsheim, (incl. Neuekrug)
- Langelsheim (4.950)
- Bergstadt Lautenthal (1.500), gelegen 9 km ten Z van Langelsheim en dichtbij het toeristenoord Hahnenklee[2], (incl. Hüttschenthal)
- Flecken Lutter am Barenberge (1.500), gelegen ten NW van Langelsheim, (incl. Rhode), maar exclusief:
  - Nauen (300) (incl. Pöbbeckenmühle)
  - Ostlutter (400)
- Wallmoden (850), gelegen ten NW van Langelsheim, bestaande uit: 
  -     - Alt Wallmoden (350) (incl. Könneckenrode en Mühle Ringelheim)
    - Bodenstein (200)
    - Neuwallmoden (300)
- Wolfshagen im Harz (2.200), 3 km ten zuiden van Langelsheim

Bron bevolkingscijfers: Website Landkreis Goslar. Peildatum: 31 december 2021. De inwonertallen van de Stadtteile en Ortschaften werden door de statistici van de Landkreis op basis van eerdere cijfers van de gemeente geëxtrapoleerd en zo kloppend gemaakt. Ze zijn dus niet exact. Daarom zijn deze hier afgerond weergegeven. Gemeentetotaal, aldus berekend: opgave Landkreis 14.980 + verschil afronding, 20 personen = 15.000.
De plaatsen Hahausen, Wallmoden en Lutter am Barenberge behoorden tot 1 november 2021 tot de (per die datum opgeheven) Samtgemeinde Lutter am Barenberge.

### Infrastructuur

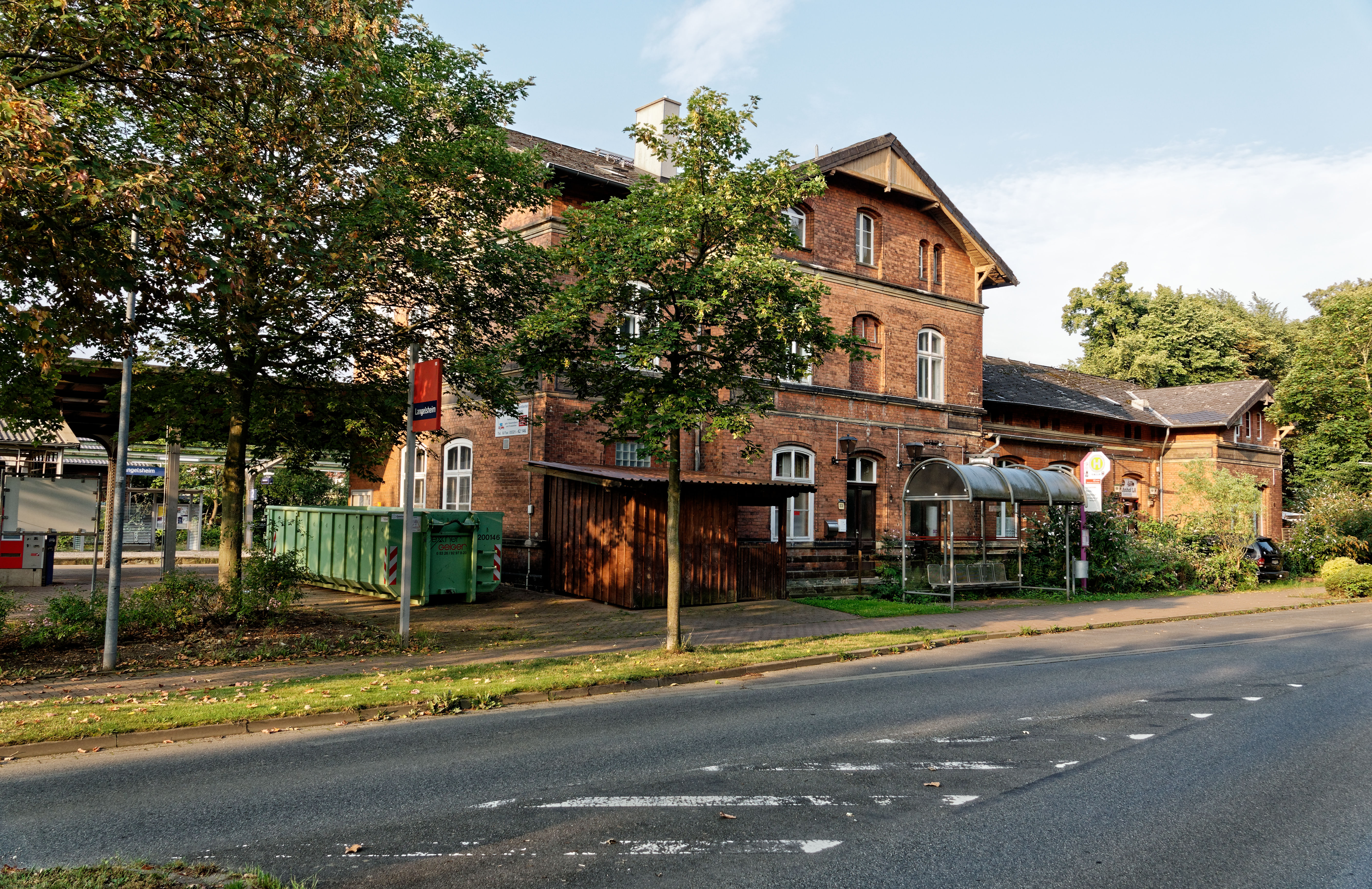
Station

Langelsheim ligt aan de Bundesstraße 82. De dichtstbijzijnde autosnelweg is de Autobahn A 7, afrit 66 Rhüden, gemeente Seesen, ongeveer 20 km ten westen van Langelsheim.
De plaats heeft een station aan de spoorlijn Neuekrug-Hahausen - Goslar. Diverse andere kleine spoorlijnen in de regio, die vooral dienden voor de afvoer van mijnbouwproducten en het vervoer van mijnwerkers, zijn in de 20e eeuw opgeheven. Ook zes kleine stations in de gemeente verdwenen om die reden. De gemeente heeft streekbusverbindingen met de steden Clausthal-Zellerfeld en Goslar.

### Stuwmeren
Te Wolfshagen, gemeente Langelsheim, ruim 3 km ten zuidwesten van het stadje Langelsheim, ligt in de rivier de Innerste een stuwdam, de Innerstetalsperre,  met stuwmeer, de Innerstestausee.  Op het 139 hectare grote stuwmeer is beperkt waterrecreatie toegestaan. De stuwdam dient vooral de drinkwater- en elektriciteitsvoorziening. De dam werd tussen 1963 en 1965 aangelegd, en tussen 2003 en 2005 grondig gerenoveerd.
Een tweede, nog iets groter, stuwmeer (219 hectare) is de Granestausee met de stuwdam Granetalsperre, ten zuiden van Astfeld en Herzog Juliushütte. De dam werd tussen 1966 en 1969 aangelegd. Het stuwmeer is alleen voor de drinkwatervoorziening bedoeld; waterrecreatie is hier niet toegestaan.

## Geschiedenis
Op een locatie genaamd Wedebruch in de gemeente Langelsheim zijn bij archeologisch onderzoek artefacten en andere bewoningssporen uit het Mesolithicum gevonden.
Langelsheim ontstond als Langenisse of Langenezze in de 10e eeuw als mijnwerkersdorp aan de voet van de berg Kanstein en breidde zich in de loop der eeuwen geleidelijk in zuidoostelijke richting uit.
Van de 13e eeuw tot aan de Tweede Wereldoorlog was te Langelsheim mijnbouw aanwezig; er werd o.a. lood, zilver en zink gedolven, deels op de hellingen van de aan Goslar grenzende Rammelsberg. Langelsheim verwierf in 1951 van de deelstaatregering van Nedersaksen het recht, zichzelf stad te noemen.

## Economie
Als restant van de vroegere mijnbouw wordt in de gemeente Langelsheim nog steeds kalksteen in steengroeven gedolven. Langelsheim kent enige chemische industrie in de vorm van middelgrote fabrieken, die kunststoffen en verfstoffen produceren. Vanwege de ligging in de Harz kent de gemeente ook enig toerisme.

## Bezienswaardigheden, recreatie
De gemeente bezit drie kleine musea: een streekmuseum, in een voormalige middelbare school, in Langelsheim zelf, en te Lautenthal een mijnbouw- en een brouwerijmuseum.
Bezienswaardig is de evangelisch-lutherse St.Andreaskerk (1755) met een uit een ouder kerkgebouw afkomstig altaarstuk, gemaakt omstreeks 1680. De kerktoren is veel ouder, mogelijk 13e-eeuws. Ten zuidoosten van Wolfshagen ligt de zeer grote camping Krähenberg. Het oude mijnstadje Lautenthal is een Luftkurort, met in het centrum enkele schilderachtige straatjes en vakwerkhuizen. Ook dit plaatsje heeft een bezienswaardige kerk, de uit de late 17e eeuw daterende evangelisch-lutherse Paul-Gerhardt-Kirche.
Een ruim 14 km lange wandelroute door de Harz van Wolfshagen, gemeente Langelsheim langs de Innerste-Stausee naar Seesen draagt de naam Steinway-Trail en herinnert aan Heinrich Engelhard Steinweg. Ze loopt gedeeltelijk door het schilderachtige dal van het beekje Schildau, direct ten oosten van Seesen.

## Afbeeldingen

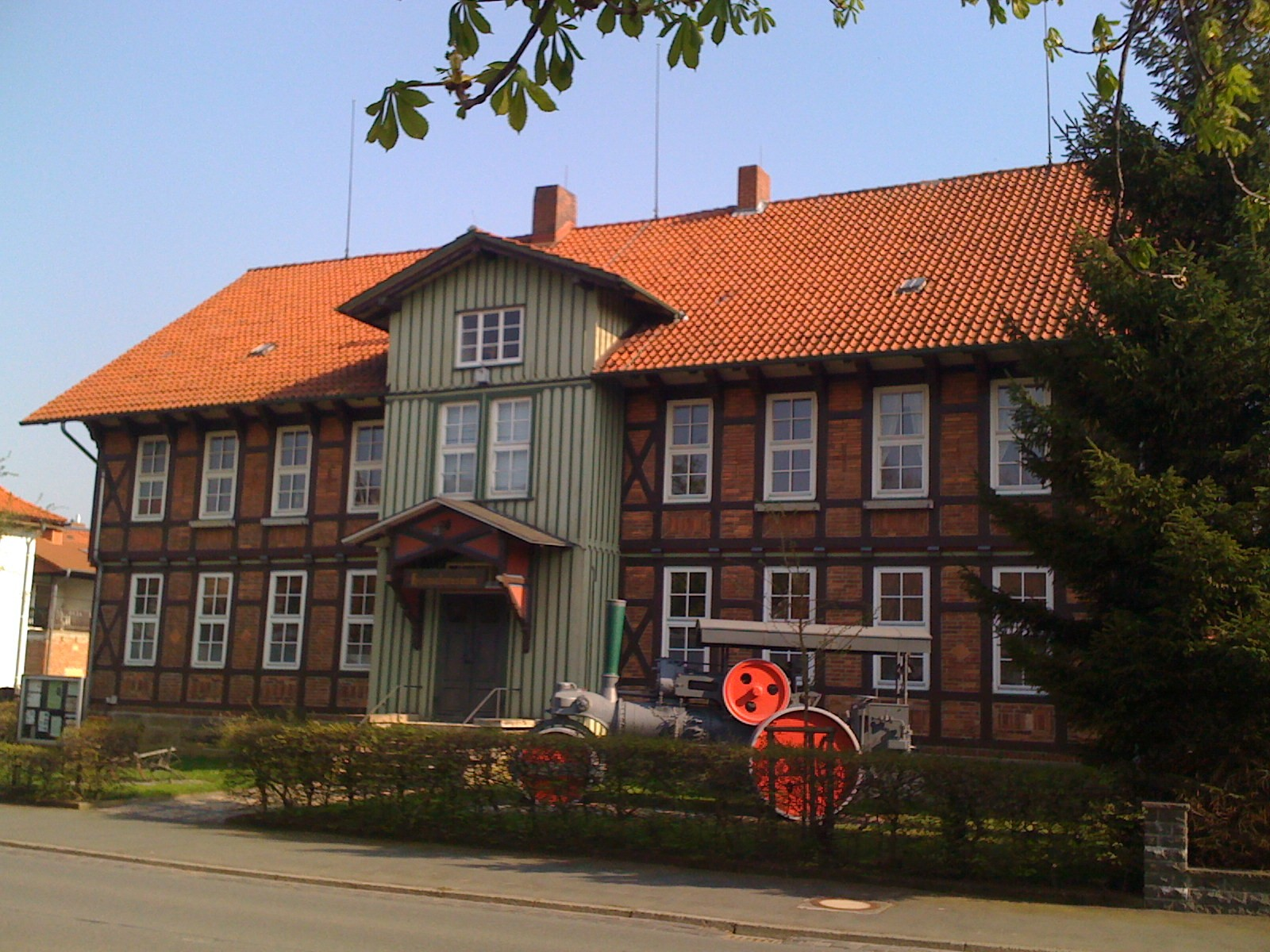
Streekmuseum Langelsheim
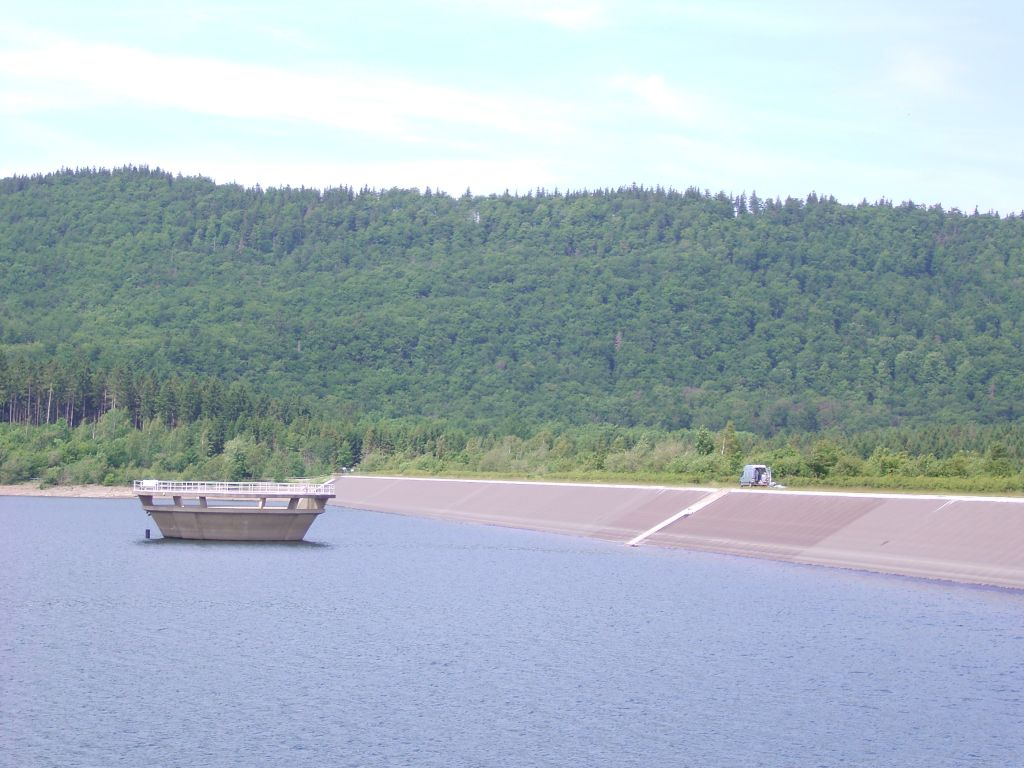
Stuwdam van de Innerstetalsperre
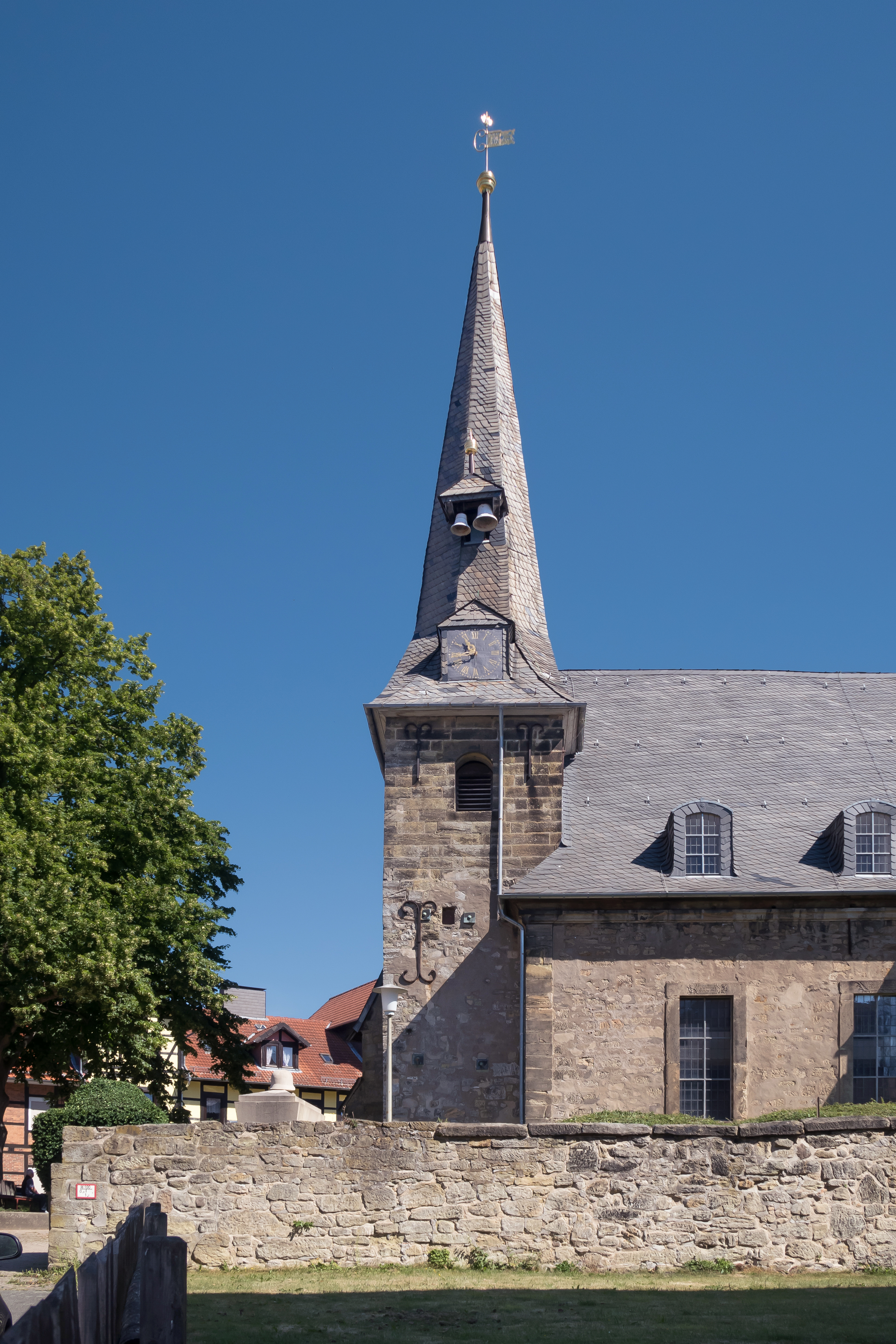
Langelsheim, kerk: Sankt Andreaskirche
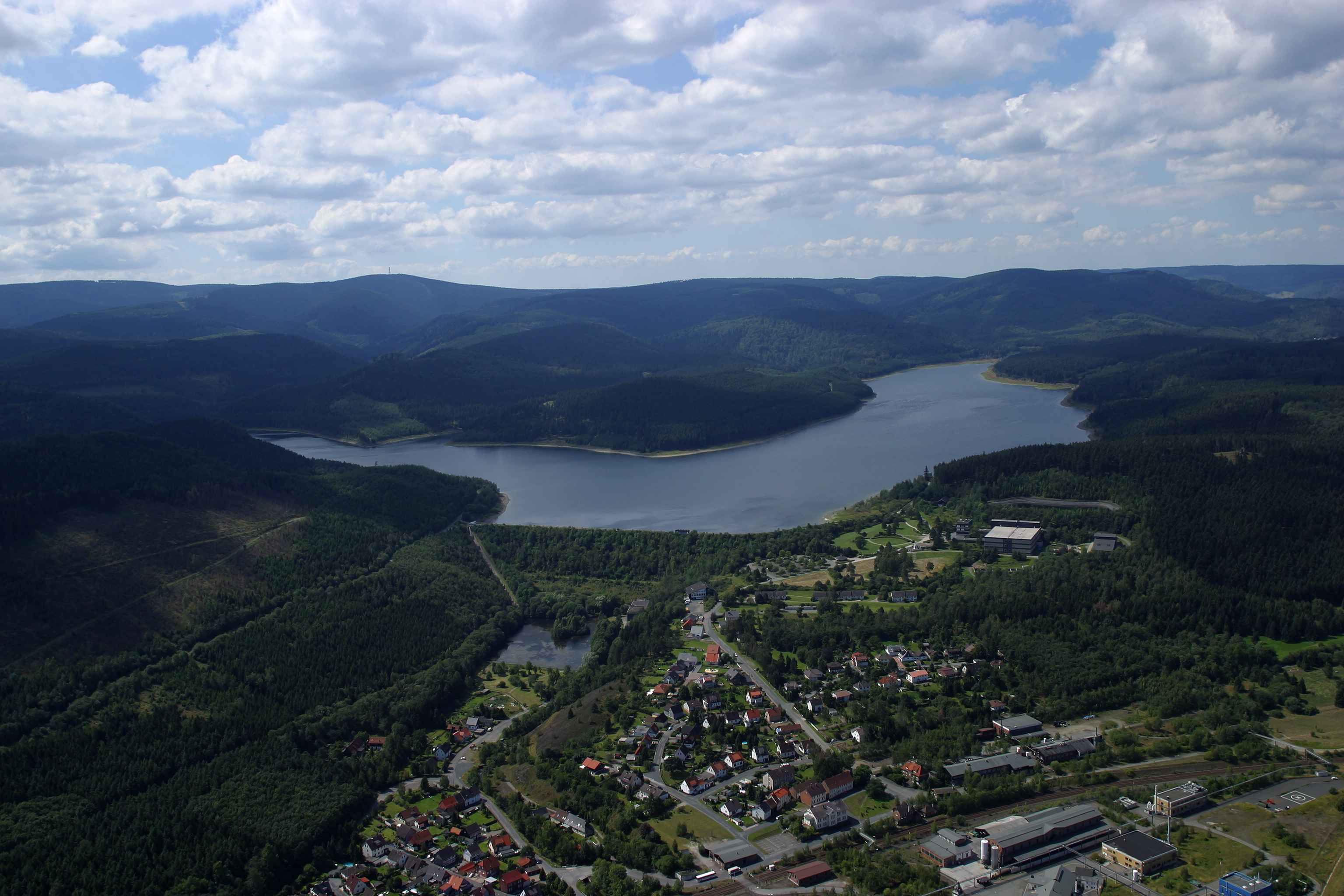
De Granetalsperre. Op de voorgrond het oude mijnwerkersdorp Herzog Juliushütte en de stuwdam.
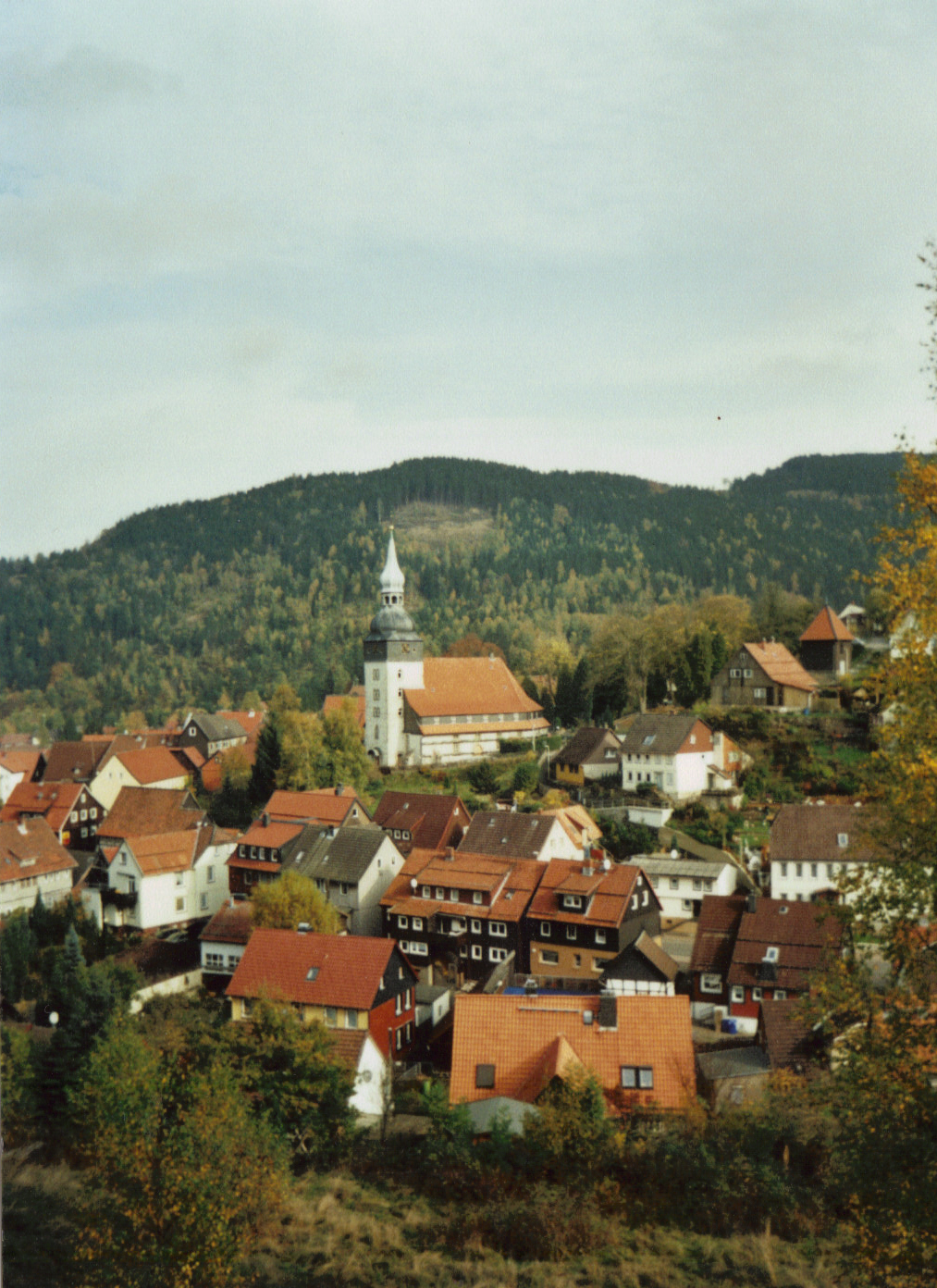
Gezicht op Lautenthal
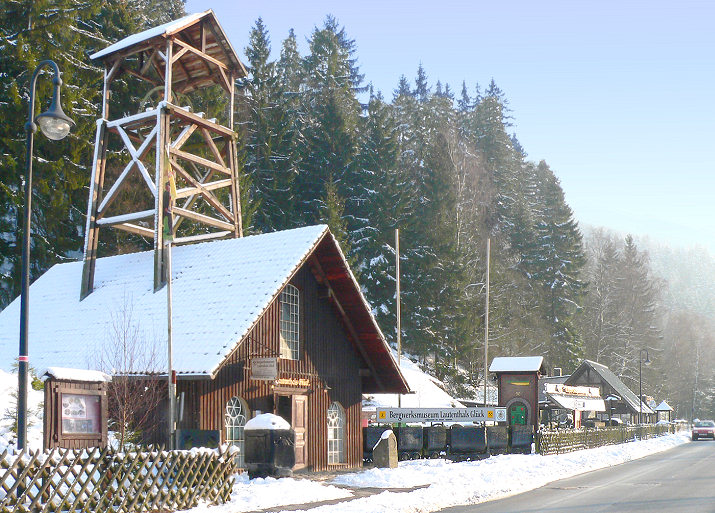
Mijnbouwmuseum Lautenthals Glück in een vroegere zilvermijn
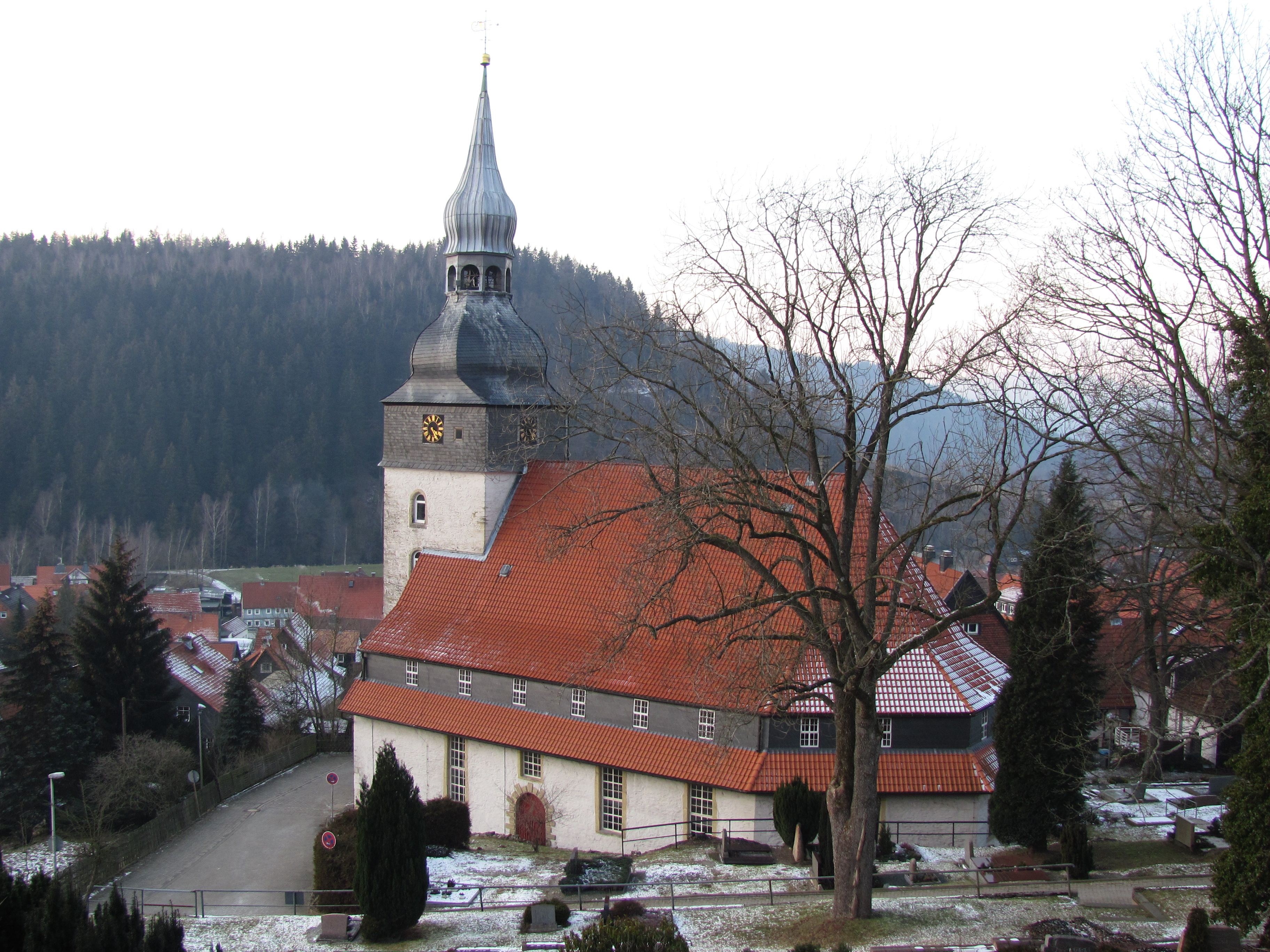
Lautenthal, evang.-lutherse Paul-Gerhardt-Kirche
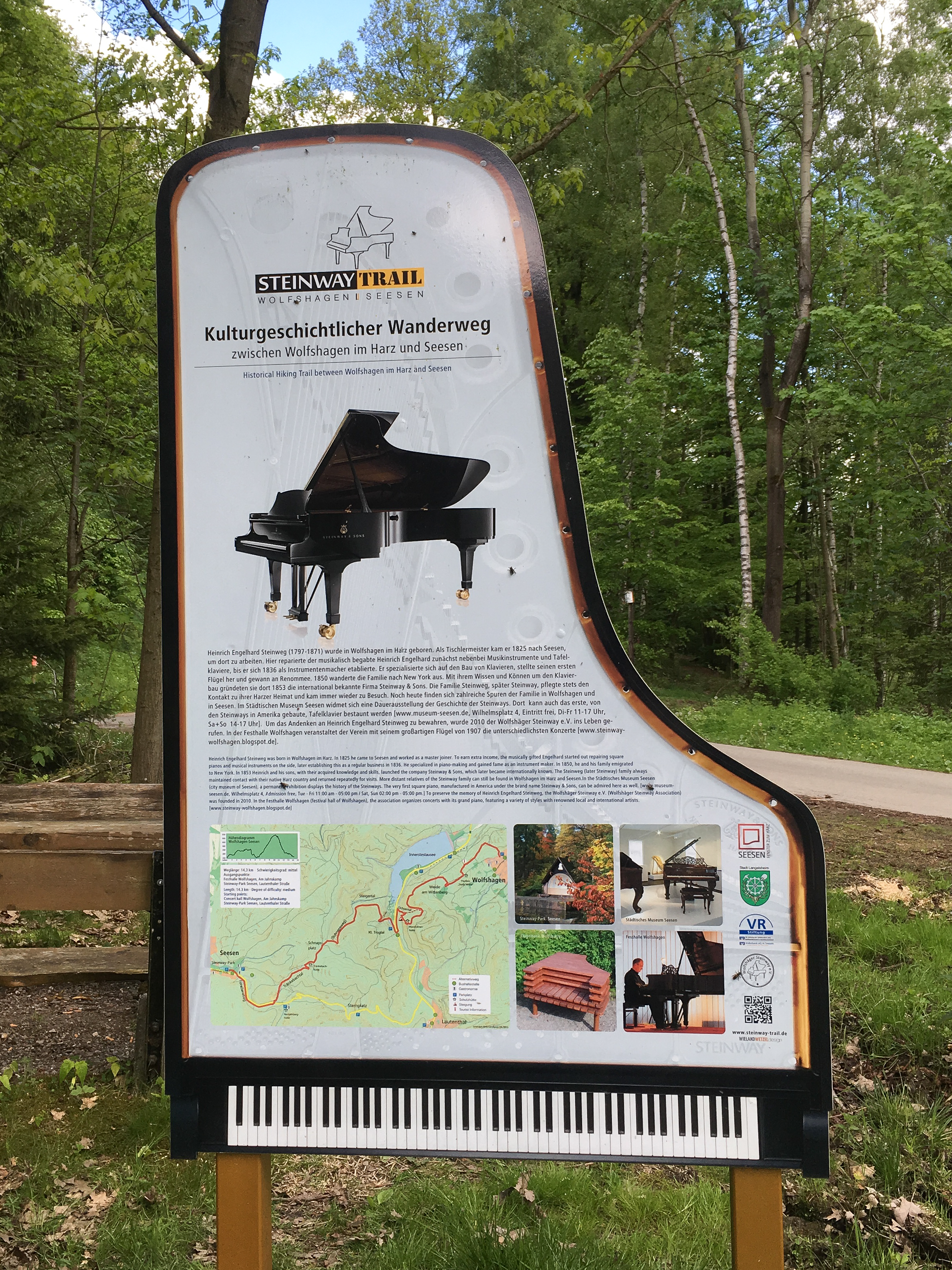
Informatiepaneel Steinway-Trail

## Partnergemeente
Er bestaat een jumelage met drie plaatsen nabij Emmen in de Nederlandse provincie Drenthe, te weten Emmer-Compascuum, Nieuw-Weerdinge en Roswinkel.

## Geboren
- Heinrich Engelhard Steinweg (* 22 februari 1797 in Wolfshagen im Harz; † 7 februari 1871 in New York; ook genaamd: Heinrich Engelhardt Steinweg of in het Engels: Henry E. Steinway, muziekinstrumentenbouwer, oprichter van  Steinway & Sons in New York. Hij had van 1825-1850 een werkplaats te Seesen en emigreerde in 1850 naar de Verenigde Staten.

- Gemeinsame Normdatei: 4034493-9
- MusicBrainz: bbe6f90c-d1fc-4d00-81ea-bef9b6f117c7
- Virtual International Authority File: 149571248

Altenau · Bad Harzburg · Braunlage · Clausthal-Zellerfeld · Goslar · Harz (gemeentevrij gebied) · Langelsheim · Liebenburg · Schulenberg im Oberharz · Seesen · Wildemann